# Carinstrocerus
Carinstrocerus är ett släkte av steklar. Carinstrocerus ingår i familjen Eumenidae.
Kladogram enligt Catalogue of Life:
| Carinstrocerus | \| \| Carinstrocerus dolorans \| \| \| \| \| \| Carinstrocerus hilaris \| \| \| \| |
|                | \| \| Carinstrocerus dolorans \| \| \| \| \| \| Carinstrocerus hilaris \| \| \| \| |
|                | Carinstrocerus dolorans                                                            |
|                |                                                                                    |
|                | Carinstrocerus hilaris                                                             |
|                |                                                                                    |